# Kazimierz IV słupski

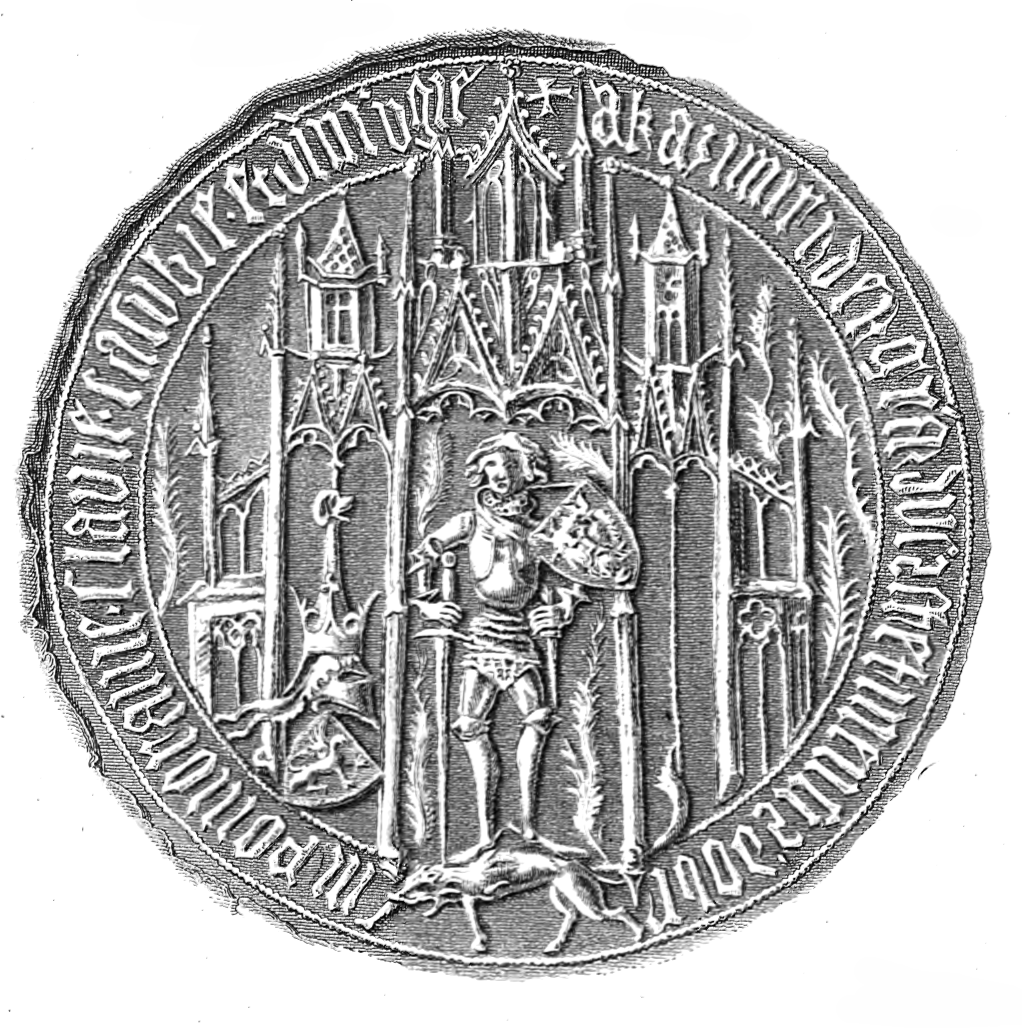
Pieczęć piesza Kaźka słupskiego z 1373

Kazimierz IV (Kaźko słupski) (ur. 1351, zm. 2 stycznia 1377 w Bydgoszczy) – książę dobrzyński, inowrocławski i słupski z dynastii Gryfitów, syn Bogusława V i Elżbiety Kazimierzówny, córki Kazimierza Wielkiego, króla Polski.

## Życiorys
Po śmierci matki wychowywany był na dworze krakowskim oraz cesarskim Karola IV, adoptowany przez Kazimierza Wielkiego przypuszczalnie w kwietniu 1369, aby Ludwik Węgierski nie mógł wyegzekwować tzw. „paktu o przeżycie”; otrzymał wówczas ziemie sieradzką i łęczycką. Już wcześniej przewidywany był na następcę przez Kazimierza Wielkiego. W 1360 roku ustalono małżeństwo Kaźka z Joanną Olgierdówną (Kenną), księżniczką litewską; jej przedwczesna śmierć w 1368 roku zakończyła małżeństwo i przypieczętowany nim sojusz. W 1370 książę Kazimierz uzyskał dodatkowo ziemię dobrzyńską (jako lenno), część Kujaw z Bydgoszczą, kasztelanię kruszwicką, Złotorię, Wałcz i Złotów.
Pomimo poparcia planów Kazimierza Wielkiego przez część „panów wielkopolskich”, sąd po śmierci króla anulował testament, a przyszłemu księciu słupskiemu pozwolono zatrzymać jedynie ziemię dobrzyńską, Kruszwicę, Wałcz i Złotów.
Dopuszczony do współrządów w 1370. Po śmierci ojca w 1374 objął władzę w księstwie słupskim, a w dwa lata później osiadł na stałe w ziemi dobrzyńskiej, gdzie wdał się w wojnę z księciem gniewkowskim Władysławem Białym. Na skutek odniesionych ran (trafiony kamieniem w głowę) w czasie oblężenia zamku w Złotorii w pobliżu Torunia zmarł (bezpotomnie) 2 stycznia 1377 w Bydgoszczy. Pochowano go w klasztorze cystersów w Byszewie (Koronowie).
Według ówczesnego prawa lennego ziemie i zamki, które objął w posiadanie Kaźko słupski, zostały przyłączone do Królestwa Polskiego, z wyłączeniem ziemi dobrzyńskiej, którą zarządzała Małgorzata, druga żona księcia. W 1378 zrzekła się ona praw do tych ziem na rzecz księcia Władysława Opolczyka.

## Rodzina
Kazimierz IV był dwukrotnie żonaty, tj. z Kenną (Joanną), córką księcia litewskiego Olgierda oraz Małgorzatą, córką Siemowita III Starszego. Z żadnego ze związków małżeńskich nie posiadał potomstwa.

### Genealogia
| Warcisław IV ur. w okr. 11–27 V 1291 zm. w okr. 31 VII–1 VIII 1326 | Warcisław IV ur. w okr. 11–27 V 1291 zm. w okr. 31 VII–1 VIII 1326 |                                                            |                                                            | Elżbieta ur. w okr. 1300–1304 zm. w okr. II–III 1355 lub przed 2 II 1356 | Elżbieta ur. w okr. 1300–1304 zm. w okr. II–III 1355 lub przed 2 II 1356 |  |  | Kazimierz III Wielki ur. 30 IV 1310 zm. 5 XI 1370 | Kazimierz III Wielki ur. 30 IV 1310 zm. 5 XI 1370 |                                              |                                              | Aldona Anna ur. ok. 1311–1313 zm. 25 V 1339 | Aldona Anna ur. ok. 1311–1313 zm. 25 V 1339 |
|                                                                    |                                                                    |                                                            |                                                            |                                                                          |                                                                          |  |  |                                                   |                                                   |                                              |                                              |                                             |                                             |
|                                                                    |                                                                    |                                                            |                                                            |                                                                          |                                                                          |  |  |                                                   |                                                   |                                              |                                              |                                             |                                             |
|                                                                    |                                                                    | Bogusław V ur. w okr. 1317–1318 zm. w okr. 3 II–24 IV 1374 | Bogusław V ur. w okr. 1317–1318 zm. w okr. 3 II–24 IV 1374 |                                                                          |                                                                          |  |  |                                                   |                                                   | Elżbieta Kazimierzówna ur. ok. 1326 zm. 1361 | Elżbieta Kazimierzówna ur. ok. 1326 zm. 1361 |                                             |                                             |
|                                                                    |                                                                    |                                                            |                                                            |                                                                          |                                                                          |  |  |                                                   |                                                   |                                              |                                              |                                             |                                             |
|                                                                    |                                                                    |                                                            |                                                            |                                                                          |                                                                          |  |  |                                                   |                                                   |                                              |                                              |                                             |                                             |
|                                                                    |                                                                    |                                                            |                                                            |                                                                          |                                                                          |  |  |                                                   |                                                   |                                              |                                              |                                             |                                             |

|  |  |  |  | Kazimierz IV (Kaźko słupski) (ur. 1351, zm. 2 I 1377) |

### Opracowania
- Kazimierz Kozłowski, Jerzy Podralski, Gryfici. Książęta Pomorza Zachodniego, Szczecin: Krajowa Agencja Wydawnicza, 1985, ISBN 83-03-00530-8, OCLC 189424372. Brak numerów stron w książce
- Edward Rymar, Rodowód książąt pomorskich, Szczecin: Książnica Pomorska im. Stanisława Staszica, 2005, ISBN 83-87879-50-9, OCLC 69296056. Brak numerów stron w książce

### Literatura dodatkowa (online)
- Madsen U., Kasimir V. Herzog von Pommern-Stolp (niem.), [dostęp 2012-04-15].